# Rio Grande Valley Vipers
Rio Grande Valley Vipers – zawodowy zespół koszykarski, z siedzibą w mieście Hidalgo, w stanie Teksas. Drużyna jest członkiem ligi D-League. Klub powstał w 2007 roku. Swoje mecze rozgrywał w Dodge Arena, a obecnie w State Farm Arena. Trenerem jest Nevada Smith.

## Powiązania z zespołamiNBA
- Houston Rockets (od 2007)
- Cleveland Cavaliers (2007–2008)
- New Orleans Hornets (2007–2009)

## Wyniki sezon po sezonie
| Sezon                    | Dywizja                | Miejsce                | W   | P   | %    | Play–off                                                                                                  |
| ------------------------ | ---------------------- | ---------------------- | --- | --- | ---- | --- |
| Rio Grande Valley Vipers |                        |                        |     |     |      | |
| 2007–08                  | Południowo-zachodnia   | 5                      | 21  | 29  | 42   | |
| 2008–09                  | Południowo-zachodnia   | 4                      | 21  | 29  | 42   | |
| 2009–10                  | Zachodnia              | 1                      | 34  | 16  | 68   | Wygrana – Runda I (Reno) 2–1 Wygrana – Półfinały (Austin) 2–1 Wygrana – Finały D-League (Tulsa) 2–0       |
| 2010–11                  | Zachodnia              | 2                      | 33  | 17  | 66   | Wygrana – Runda I (Bakersfield) 2–1 Wygrana – Półfinały (Reno) 2–0 Przegrana – Finały D-League (Iowa) 1–2 |
| 2011–12                  | Zachodnia              | 5                      | 24  | 26  | 48   | |
| 2012–13                  | Centralna              | 1                      | 35  | 15  | 70   | Wygrana – Runda I (Maine) 2-0 Wygrana – Półfinały (Tulsa) 2–0 Wygrana – Finały D-League (Santa Cruz) 2–0  |
| 2013–14                  | Centralna              | 3                      | 30  | 20  | 60   | Wygrana Runda I (Iowa) 2–1 Przegrana – Półfinały (Santa Cruz) 2–1                                         |
| Suma - sezon regularny   | Suma - sezon regularny | Suma - sezon regularny | 198 | 142 | 58,2 | |
| Suma - play-off          | Suma - play-off        | Suma - play-off        | 20  | 8   | 71,4 | |

## Byli trenerzy
- Bob Hoffman (2007–08)
- Clay Moser (2008–09)
- Chris Finch (2009–2011)
- Nick Nurse (2011–2013)
- Nevada Smith (od 2013)

## Byli zawodnicy
- Aaron Brooks, G, 183 cm, University of Oregon (2007)
- Steve Novak, F, 208 cm, Marquette University (2007)
- Jarred Merrill, F, 206 cm, Oklahoma Christian University (2007)
- Gabe Muoneke, F, 201 cm", University of Texas at Austin (2007)
- Kenny Taylor, G, 191 cm, University of Texas at Austin (2007–08)
- C.J. Watson, G, 188 cm, University of Tennessee (2007–08)
- Kevin Bookout, F, 203 cm, University of Oklahoma (2007–08)
- Cedric Simmons, F, 206 cm, North Carolina State University (2008)
- Shannon Brown, G, 193 cm, Michigan State University (2008)
- Chris Taft, F, 208 cm, University of Pittsburgh (2008)
- Luke Anderson, F, 198 cm, University of Minnesota (2008)
- Kyle Davis, F, 206 cm, Auburn University (2008)
- Marcus Morris, F, 206 cm, University of Kansas (2012)
- Glen Rice Jr., F, 198 cm, Georgia Institute of Technology (2013)

## Nagrody i wyróżnienia
| MVP Sezonu                                 | MVP All–Star Game       | Debiutant roku          | Impact Player of the Year |
| ------------------------------------------ | ----------------------- | ----------------------- | ------------------------- |
| Mike Harris (2010) Andrew Goudelock (2013) | Robert Covington (2014) | Robert Covington (2014) | Jeff Adrien (2011)        |

I składu D-League
- Greg Smith (2012)
- Andrew Goudelock (2013)
- Robert Covington (2014)

II składu D-League
- Will Conroy (2010)
- Jeff Adrien (2011)
- Tim Ohlbrecht (2013)
- Isaiah Hartenstein (2019)

III składu D-League
- Antonio Anderson (2010)
- Jerel McNeal (2011)
- D.J. Kennedy (2013)
- Troy Daniels (2014)

All-D-League Honorable Mention Team
- Desmon Farmer (2008)
- Trent Strickland (2009)
- Kurt Looby (2009)
- Garrett Temple (2010)
- Patrick Sullivan (2011)

I składu defensywnego D-League
- Clint Capela (2015)
- Gary Payton II (2019)

II składu defensywnego D-League
- Toure' Murry (2013)

I składu debiutantów D-League
- Patrick Sullivan (2011)
- Greg Smith (2012)
- Robert Covington (2014)

II składu debiutantów D-League
- Mouhammad Faye (2011)
- Glen Rice Jr. (2013)
- Christapher Johnson (2013)
- Troy Daniels (2014)

III składu debiutantów D-League
- Toure' Murry (2013)
- Jordan Henriquez (2014)

Uczestnicy meczu gwiazd

- Mike Harris (2010)[14]
- Joey Dorsey (2010)[14]
- Antonio Anderson (2010)[14]
- Jerel McNeal (2011)[15]
- Mustafa Shakur (2011)[15]

- Jeff Adrien (2011)[15]
- Tyren Johnson (2012)[16]
- Greg Smith (2012)[16]
- Tim Ohlbrecht (2013)[17]
- Terrence Jones (2013)[17]

- Andrew Goudelock (2013)[17]
- Christapher Johnson (2014)[18]
- Troy Daniels (2014)[18]
- Robert Covington (2014)[18]
- Isaiah Canaan (2014)[18]

Zwycięzcy konkursu wsadów
- Jarvis Threatt (2015)[19]

## Zawodnicy przypisani z zespołówNBA
- Steve Novak – przez Houston Rockets – 11.11.2007
- Aaron Brooks – przez Houston Rockets – 6.12.2007
- Cedric Simmons – przez Cleveland Cavaliers – 2.01.2008
- Shannon Brown – przez Cleveland Cavaliers – 11.01.2008
- Joey Dorsey – przez Houston Rockets – 26.12.2008
- Joey Dorsey – przez Houston Rockets – 13.11.2009
- Jermaine Taylor – przez Houston Rockets – 28.01.2010
- Ishmael Smith – przez Houston Rockets – 17.01.2011
- Marcus Morris – przez Houston Rockets – 2.01.2012 i 3.02.2012
- Patrick Beverley – przez Houston Rockets – 7.01.2013
- Isaiah Canaan – przez Houston Rockets – 7.01.2013

## Zawodnicy aktywowani przez zespołyNBA
- Aaron Brooks – przez Houston Rockets – 14.12.2007
- Steve Novak – przez Houston Rockets – 17.12.2007
- Cedric Simmons – przez Cleveland Cavaliers – 11.01.2008
- Shannon Brown – przez Cleveland Cavaliers – 17.01.2008
- Marcus Morris – przez Houston Rockets – 16.01.2012 i 20.02.2012
- Patrick Beverley – przez Houston Rockets – 15.01.2013
- Isaiah Canaan – przez Houston Rockets – 21.12.2013

## Zawodnicy powołani przez zespołyNBA
- C.J. Watson – przez Golden State Warriors – 8.01.2008
- Jawad Williams – przez Cleveland Cavaliers – 9.04.2009
- Mike Harris – przez Houston Rockets – 23.12.2009
- Will Conroy – przez Houston Rockets – od 28.01. do 8.02.2010
- Garrett Temple – przez Houston Rockets – 8.02.2010
- Mustafa Shakur – przez Washington Wizards – 2011
- Andrew Goudelock – przez Los Angeles Lakers – 2013